# Łacin
Łacin (570–960 m n.p.m.) – potok, będący dopływem potoku Morawka w południowo-zachodniej Polsce w Górach Bialskich, w Sudetach.
Potok długości 1,8 km mający swoje źródła pomiędzy wzniesieniami Sucha Kopa i Suszyca na wysokości 960 m n.p.m., w lesie świerkowym regla dolnego a ujście na południe od wsi Bolesławów (570 m n.p.m.).